# Annie Thurman

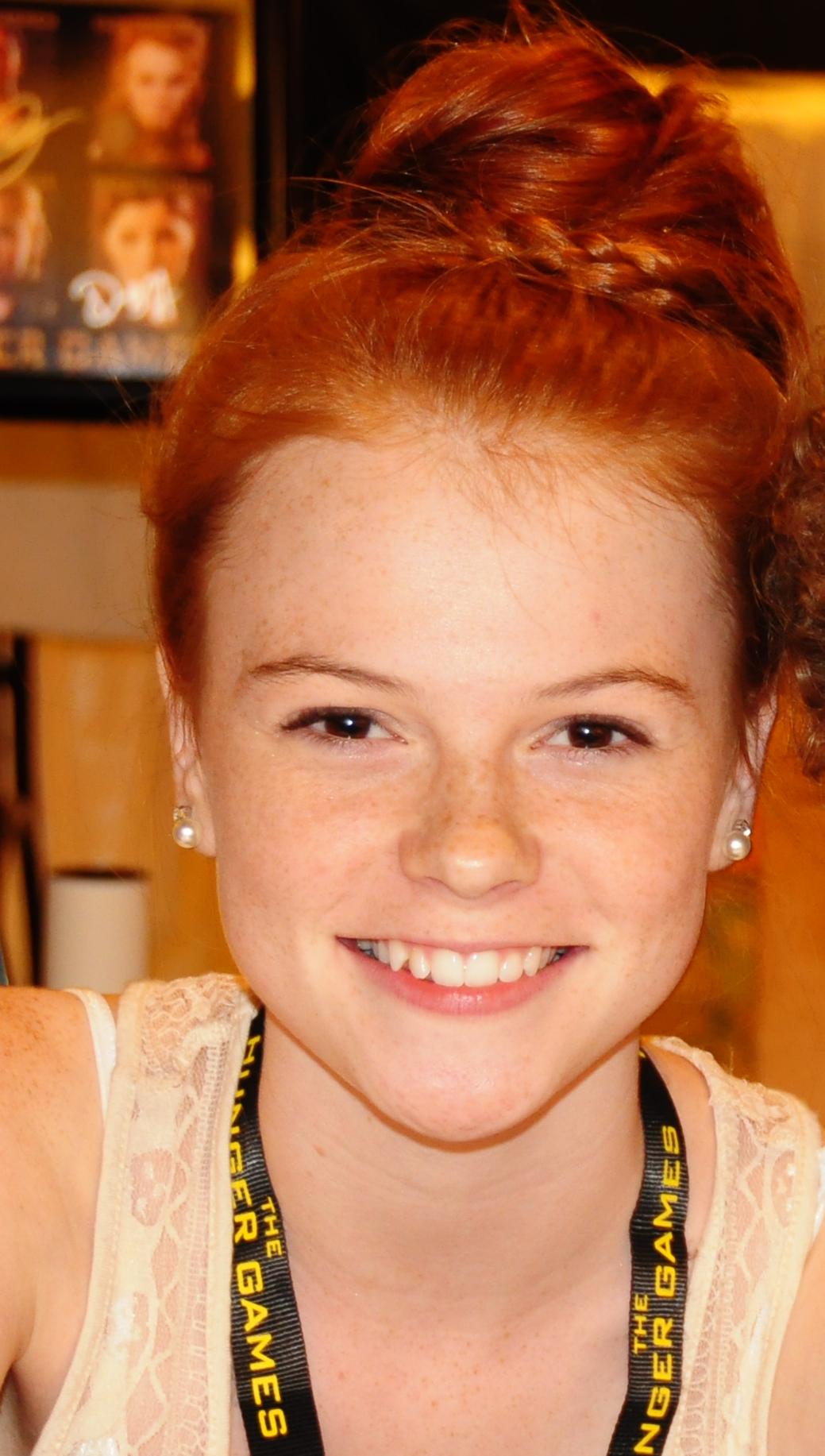
Annie Thurman (2012)

Annie Nicole Thurman (* 14. November 1996 in Nashville) ist eine US-amerikanische Schauspielerin.

## Leben
Annie Thurman wuchs mit zwei Brüdern bei ihren Eltern im US-Bundesstaat Tennessee auf.
Nach Erfahrungen in einem Kurzfilm und einem Spielfilm, bewarb sich Thurman auf die Rolle der Clove im Film Die Tribute von Panem – The Hunger Games. Diese Rolle ging allerdings an Isabelle Fuhrman. Thurman spielte lediglich eine Nebenrolle im Film. Es folgte eine Besetzung in dem Horrorfilm Dark Skies – Sie sind unter uns. In der 2015 erschienenen Fernsehserie Proof spielte sie eine der Hauptrollen, die der Sophie Barliss.
Sie ist das Werbegesicht der US-amerikanischen Firmen Oscar Mayer und McKee Foods.

## Filmografie
- 2010: Nov-Dec #249 (Kurzfilm)
- 2011: Falls the Shadow
- 2012: Die Tribute von Panem – The Hunger Games (The Hunger Games)
- 2013: Dark Skies – Sie sind unter uns (Dark Skies)
- 2013: Santa Switch (Fernsehfilm)
- 2015: Proof (Fernsehserie, 10 Episoden)
- 2017: The Trouble with Mistletoe
- 2018: Chicago P.D. (Fernsehserie, Episode 5x20)
- 2018–2019: All American (Fernsehserie, 2 Episoden)
- 2019: 9-1-1 (Fernsehserie, Episode 3x08)